# Deja sport Burgas
Deja sport Burgas (bułg. Дея спорт Бургас, lub Deja Volley Burgas, bułg. Дея Волей Бургас) – bułgarski klub siatkarski z Burgas. Założony został w 2015 roku. W sezonie 2018/2019 zadebiutował w najwyższej klasie rozgrywkowej – Superlidze. W sezonie 2022/2023 po raz pierwszy uczestniczył w europejskich pucharach. Finalista Pucharu Bułgarii w 2023 roku.
Klub Deja sport swoje mecze domowe rozgrywa w hali sportowej "Mładost" w Burgas.

## Historia
Klub Deja sport powstał w 2015 roku. Początkowo zajmował się szkoleniem dzieci. W 2016 roku utworzona została męska drużyna. W sezonie 2016/2017 występowała w III lidze. W sezonie 2017/2018 brała udział w wyższej lidze stanowiącej drugi poziom rozgrywkowy. W fazie zasadniczej zajęła 2. miejsce w grupie B, natomiast w fazie play-off doszła do finału, w którym przegrała w serii do dwóch zwycięstw z klubem Dunaw Ruse 1:2. W barażu o udział w Superlidze pokonała w pięciu setach Tetewen Wolej.
W sezonie 2018/2019 klub Deja sport zadebiutował w najwyższe klasie rozgrywkowej. W fazie zasadniczej zajął przedostatnie, 11. miejsce. Tym samym trafił do barażu, w którym przegrał mecz o utrzymanie z Ardą Kyrdżali. Przez dwa kolejne sezony grał w wyższej lidze. W sezonie 2021/2022 powrócił do najwyższej klasy rozgrywkowej, która przyjęła nazwę efbet Super Volley.
W sezonie 2022/2023 klub Deja sport zadebiutował w europejskich pucharach, biorąc udział w Pucharze Challenge. W 2023 roku doszedł do finału Pucharu Bułgarii, w którym uległ Chebyrowi Pazardżik. W 2024 roku po raz pierwszy zdobył krajowy puchar.

## Bilans sezonów
| Sezon     | Rozgrywki ligowe   | Rozgrywki ligowe | Rozgrywki ligowe | Puchar     |
| Sezon     | Poziom             | Miejsce          | Faza play-off    | Puchar     |
| --------- | ------------------ | ---------------- | ---------------- | ---------- |
| 2017/2018 | Wyższa liga        | 2/7 (gr. B)      | finał            | 2. runda   |
| 2018/2019 | Superliga          | 11/12            | —                | 1/8 finału |
| 2019/2020 | Wyższa liga        | 4/7 (gr. B)      | —                | 1/8 finału |
| 2020/2021 | Wyższa liga        | 1/6 (gr. B)      | finał            | 1. runda   |
| 2021/2022 | efbet Super Volley | 4/16             | półfinał         | półfinał   |
| 2022/2023 | efbet Super Volley | 4/12             | ćwierćfinał      | finał      |
| 2023/2024 | efbet Super Volley | 3/12             | półfinał         | zwycięstwo |

## Udział w europejskich pucharach
Klub Deja sport dwukrotnie uczestniczył w europejskich pucharach. W sezonach 2022/2023 i 2023/2024 grał w Pucharze Challenge.
| Sezon     | Rozgrywki        | Osiągnięcie |
| --------- | ---------------- | ----------- |
| 2022/2023 | Puchar Challenge | 1/8 finału  |
| 2023/2024 | Puchar Challenge | 1/16 finału |